# بری-او-باک
بِری-او-باک (به فرانسوی: Berry-au-Bac) یک کمون در فرانسه است که در انه واقع شده‌است.

## خصوصیات
بری-او-باک یا بِری-اُ-بَک ۸٫۱ کیلومترمربع مساحت و ۵۹۱ نفر جمعیت دارد و ۶۲ متر بالاتر از سطح دریا واقع شده‌است.